# Movimento de Libertação de São Tomé e Príncipe
Die Partei Movimento de Libertação de São Tomé e Príncipe (MLSTP) ist eine früher marxistisch orientierte, heute sozialdemokratische Partei auf São Tomé und Príncipe.

## Gründung
Die Gruppierung wurde 1960 unter dem Namen CLSTP ("Komitee für die Befreiung von São Tomé und Príncipe") von Exilanten in Gabun gegründet. Ziel war die Unabhängigkeit der Überseeprovinz von Portugal. Unter der damaligen autoritären portugiesischen Regierung unter António de Oliveira Salazar war politische Betätigung grundsätzlich untersagt und wurde von der Polizeiorganisation PIDE weitgehend unterbunden. Wie alle Unabhängigkeitsbewegungen im portugiesischen Imperium war auch die CLSTP zunächst marxistisch orientiert. Am 12. Juli 1972 wurde die Gruppe in MLSTP umbenannt.

## Einheitspartei
Nach der "Nelkenrevolution" in Portugal am 25. April 1974 entschied die neue Führung in Lissabon die Überseegebiete aufzugeben. Im November 1974 fanden in Algier Verhandlungen zwischen Portugal und der MLSTP statt, die zur Unabhängigkeit São Tomé und Príncipes am 12. Juli 1975 führten. Die Partei gewann alle 16 Sitze in der verfassunggebenden Versammlung.
Der Generalsekretär der MLSTP Manuel Pinto da Costa wurde erster Präsident des Landes und die MLSTP regierte bis 1990 als Einheitspartei. In dieser Zeit pflegte die Partei enge Beziehungen zur Sowjetunion, zu Kuba, der DDR und auch zur Volksrepublik China. Wegen der wachsenden wirtschaftlichen Schwierigkeiten löste sich die Partei seit 1985 schrittweise von den engen Bindungen an den Ostblock. Ende 1989 setzte sich ein Parteiflügel für die Einführung der Demokratie ein und im August 1990 wurde eine neue Verfassung in einem Referendum gebilligt. Ein Parteitag im Oktober 1990 wählte Carlos da Graça zum neuen Generalsekretär. Die Partei wurde in MLSTP-PSD ("PSD" für "Partido Social Democrática") umbenannt und vertritt seitdem einen sozialdemokratischen Kurs.

## Nach Einführung der Demokratie
Bei der ersten freien Wahl am 20. Januar 1991 erreichte die MLSTP-PSD 30,5 % der Stimmen sowie 21 der 55 Parlamentssitze und ging in die Opposition. Bei der Präsidentschaftswahl setzte sich der unabhängige Kandidat Miguel Trovoada als Nachfolger Manuel Pinto da Costas durch.
Bei den Regionalwahlen im Dezember 1992 war die MLSTP-PSD erfolgreich und siegte in fünf der sieben Provinzen. Die nächsten Parlamentswahlen am 3. Oktober 1994 wurde die Partei mit 27 der 55 Sitze wieder stärkste Partei und stellte mit ihrem Vorsitzenden Carlos da Graça den Premierminister. Im März 1995 siegte die Partei bei den Wahlen zum Parlament der Insel Príncipe. Bei den Präsidentschaftswahlen 1996 siegte Präsident Miguel Trovoada im zweiten Wahlgang gegen den MLSTP-PSD-Kandidaten, den Ex-Präsidenten Manuel Pinto da Costa. 
Ein Parteitag bestimmte da Costa im Mai 1998 zum Präsidenten der Partei. Am 8. November 1998 konnte die MLSTP-PSD mit nunmehr 31 Mandaten erstmals die absolute Mehrheit erreichen. Am 27. Februar 2001 trat da Costa wieder bei Präsidentschaftswahlen an und verlor erneut, diesmal gegen Fradique de Menezes, der 55,2 % der Stimmen erhielt. Die Parlamentswahlen im März 2002 bestätigten die Partei als größte Partei, sie erhielt aber nur noch 24 der 55 Sitze und war im Parlament seitdem auf Koalitionspartner angewiesen. Die MLSTP-PSD stellte als stärkste Kraft weiterhin die in rascher Folge wechselnden Premierminister, zunächst Maria das Neves, dann Damião Vaz d’Almeida und Maria do Carmo Silveira. 
Bei den Parlamentswahlen am 26. März 2006 wurde die MLSTP-PSD mit 29,5 % der Stimmen und 20 Sitzen nur noch zweitstärkste Partei hinter dem Movimento Democrático Força da Mudança / Partido da Convergência Democrática (MDFM/PCD) und ging in Opposition. Am 20. Mai 2008 gelang es ihr, Premierminister Patrice Trovoada von der Acção Democrática Independente (ADI) durch ein Misstrauensvotum zu stürzen und nach langwierigen Verhandlungen selbst eine neue Regierung unter Premierminister Joaquim Rafael Branco zu bilden.
Bei der Parlamentswahl am 1. August 2010 erreichte die MLSTP-PSD 32,1 % der Stimmen und 21 Sitze und blieb damit zweitstärkste Kraft hinter der siegreichen ADI, die bis 2012 eine Minderheitsregierung bildete, die im Dezember von einer MLSTP Regierung unter Gabriel Arcanjo da Costa abgelöst wurde.
Bei den Wahlen 2014 und 2018 blieb die Partei abermals hinter der ADI.
Derzeit ist Aurelio Martins Parteichef.
Das MLSTP-PSD ist Teilnehmer der Progressiven Allianz und seit 2012 assoziiertes Mitglied der Sozialistischen Internationale.